# Гевара, Отто
Отто Гевара Гут (исп. Otto Guevara Guth; 13 октября 1960, Сан-Хосе) — политик Коста-Рики и основатель партии Либертарианское движение. Отто Гевара был депутатом в 1998—2006 годах. Является президентом Либертарианского движения и выдвигался от него на выборах президента Коста-Рики в 2002, 2006 и 2010 годах.

## Биография
Гевара учился в Университете Коста-Рики, где получил степень бакалавра права, затем степень магистра международного бизнеса в Национальном университете.